# Sant Julià de Tartera
Sant Julià de Tartera és una església del municipi de Das (Cerdanya) inclosa en l'Inventari del Patrimoni Arquitectònic de Catalunya.

## Descripció
Construcció de dues naus, cas singular a la Cerdanya. La principal amb volta de canó sostinguda pel costat de migdia per dos contraforts adossats. L'altra nau és de dimensions més reduïdes i es troba adossada al costat nord de la principal. Ambdues tenen absis semicircular i son contigus i les naus es comuniquen per una arcada. Hi ha una portada al costat nord de la nau principal, en l'espai que no entra en contacte amb la nau secundària. Als peus, totalment closos s'hi troba un petit campanar. Una sola coberta a dues aigües de llosa que pel costat nord cobreix també la nau secundària amb el mateix pendent.

## Història

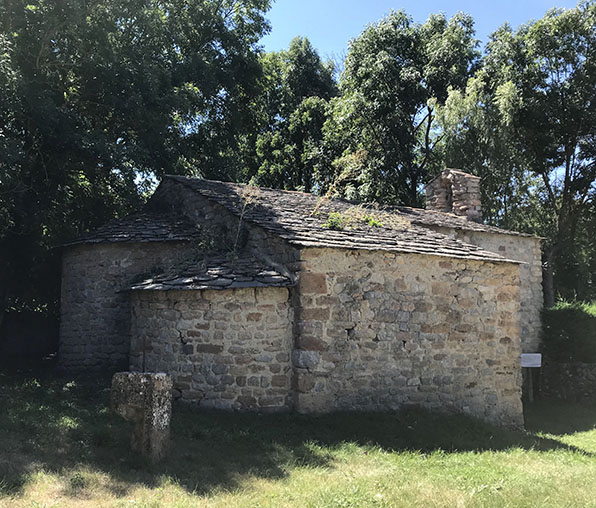
Imatge actual (any 2020)

Sant Julià havia estat església parroquial si bé en l'actualitat resta sense culte. Era esmentada ja en el 839 en l'acta de Consagració de la Seu d'Urgell. Pertany a la finca particular de Ca l'Alier. En el precepte de Lotari de l'any 958 i en la butlla del papa Sergi IV del 1011 es confirma la seva pertinença al monestir de Sant Miquel de Cuixà. Primer va estar dedicada a Julià, patró que va compartir amb sant Domènec a finals del segle xiii i més tard amb sant Llorenç, per tornar, finalment, a estar dedicada només a sant Julià. A la fi del segle xii va patir el saqueig de les tropes del comte de Foix i del vescomte de Castellbò juntament amb tropes dels càtars. Se n'emportaren dos llibres, set samades de vi i tota la vestimenta del capellà.